# Gare de Higashi-Himeji
La gare de Higashi-Himeji (東姫路駅, Higashi-Himeji-eki) est une gare ferroviaire localisée dans la ville d'Himeji, dans la préfecture de Hyōgo au Japon. La gare est exploitée par la compagnie JR West, sur la ligne Sanyō (ligne JR Kobe). La gare est toute récente, elle a ouvert le 26 mars 2016. Le numéro de gare est JR-A84.

## Situation ferroviaire
Établie à 16 mètres d'altitude, la gare de Higashi-Himeji est située au point kilométrique (PK) 52.9 de la ligne Sanyō. Le coût total du projet fut de 2,9 milliards de ¥ (23,7 millions d'€) dont 2,7 milliards (22,1 millions d'€) pour les installations et infrastructures de la gare et 200 millions (1,6 million d'€) pour l'entretien de la place devant la gare. La ville d'Himeji, subventionnée par le gouvernement japonais prit en charge les 2/3 de la somme et la totalité pour la grande place de devant la gare.

## Histoire
Des 1997, des travaux  de base sont entreprit pour la construction d'une éventuelle gare dans quelques années. À partir de juillet 2010, la JR West lance son projet de nouvelle gare et le 13 mars 2013, elle signe un mémorandum d'entente. Un mois plus tard, l'accord est conclu et le 2 mai 2013, les travaux de construction de la nouvelle gare dont le nom est pour le moment Higashi-Himeji commence. Le 2 octobre 2015, le nom de Higashi-Himeji devient officiellement le nouveau nom de la gare. Le 26 mars 2016 a lieu l'ouverture de la gare sur la ligne Sanyō.

## Service des voyageurs

### Accueil
La gare dispose de billetterie automatique verte pour l'achat de titres de transport pour shinkansen et train express. La carte ICOCA est également possible pour l’accès aux portillon  d’accès aux quais.

### Desserte
La gare de Higashi-Himeji est une gare disposant de deux quais et de deux voies. La desserte est effectuée par des trains rapides ou locaux.
| N° de voie | Ligne     | Direction               |
| ---------- | --------- | ----------------------- |
| 1          | A JR Kobe | Kobe - Osaka - Kyoto    |
| 2          | A JR Kobe | Himeji - Aioi - Okayama |

Installations et desserte
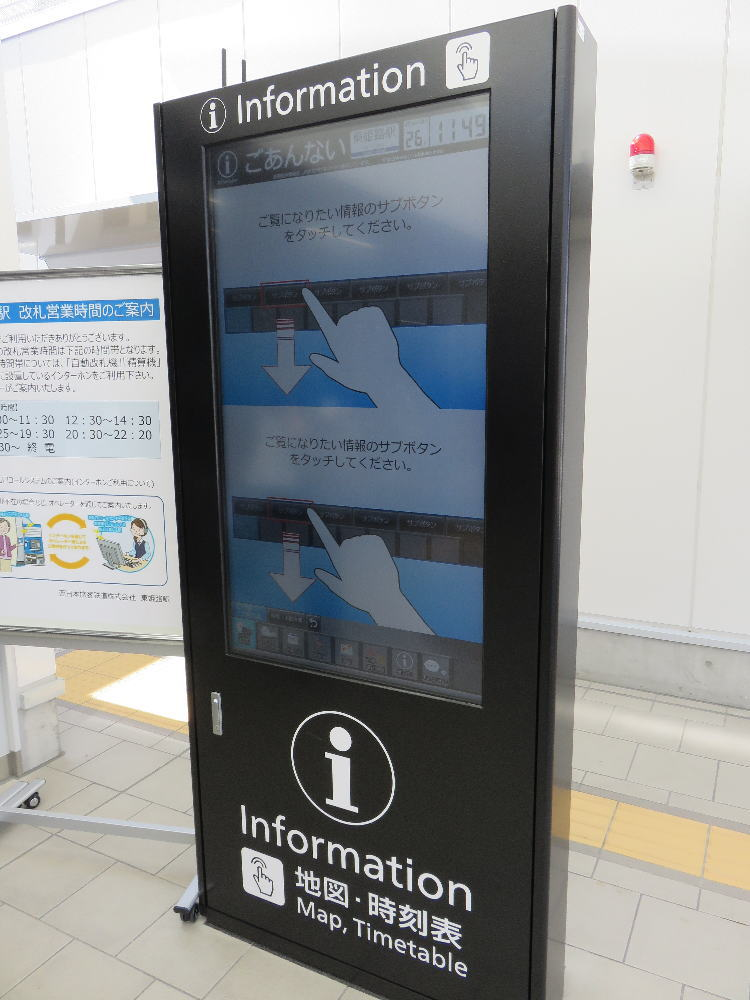
Écran tactile d’information.